# پری‌های دریایی (فیلم ۱۹۹۰)
پری‌های دریایی (به انگلیسی: Mermaids) فیلمی محصول سال ۱۹۹۰ و به کارگردانی ریچارد بنجامین است. در این فیلم بازیگرانی همچون شر، باب هاسکینز، وینونا رایدر، مایکل شئوفلینگ، کریستینا ریچی ایفای نقش کرده‌اند.